# Хома Дараби
Хома Дараби (1940 – 1994) била је иранска дечја психијатрица, академица и политичка активисткиња повезана са Националном партијом Ирана. Позната је по свом политичком самоспаљивању у знак протеста против обавезног ношења хиџаба, што је довело до њене смрти.

## Биографија
Дараби је рођена 1940. године у Техерану. Након завршетка средње школе, уписала је Медицински факултет Универзитета у Техерану 1959. године. Већ следеће године бива притворена због организовања студентских демонстрација у корист Националног фронта. 
Године 1963. удала се за свог колегу  Манучера Кејханија. Након завршетка студија, радила је у селу Бахманијех, које се налази на северу Ирана.  Због наставка студија Дараби одлази у Сједињене Државе где стиче специјалистичку диплому из педијатрије и психологије. Вратила се у Иран 1976. године и била је запослена као професорка дечје психијатрије на Универзитету у Техерану, док је поново постала политички активна против династије Пахлави.  Предавала је и на Националном универзитету, касније познатом под називом Универзитет Шахид Бехешти. 
Због „непоштовања хиџаба“ отпуштена је у децембру 1991. Иако је суд у мају 1993. поништио одлуку, универзитет је одбио да је врати на положај.

## Смрт
У знак протеста, Дараби се спалила поливши бензином главу 21. фебруара 1994. године, након што је скинула хиџаб у јавној улици близу Таџриша.   
Следећег дана је преминула у болници од задобијених опекотина.